# هرمارخوس

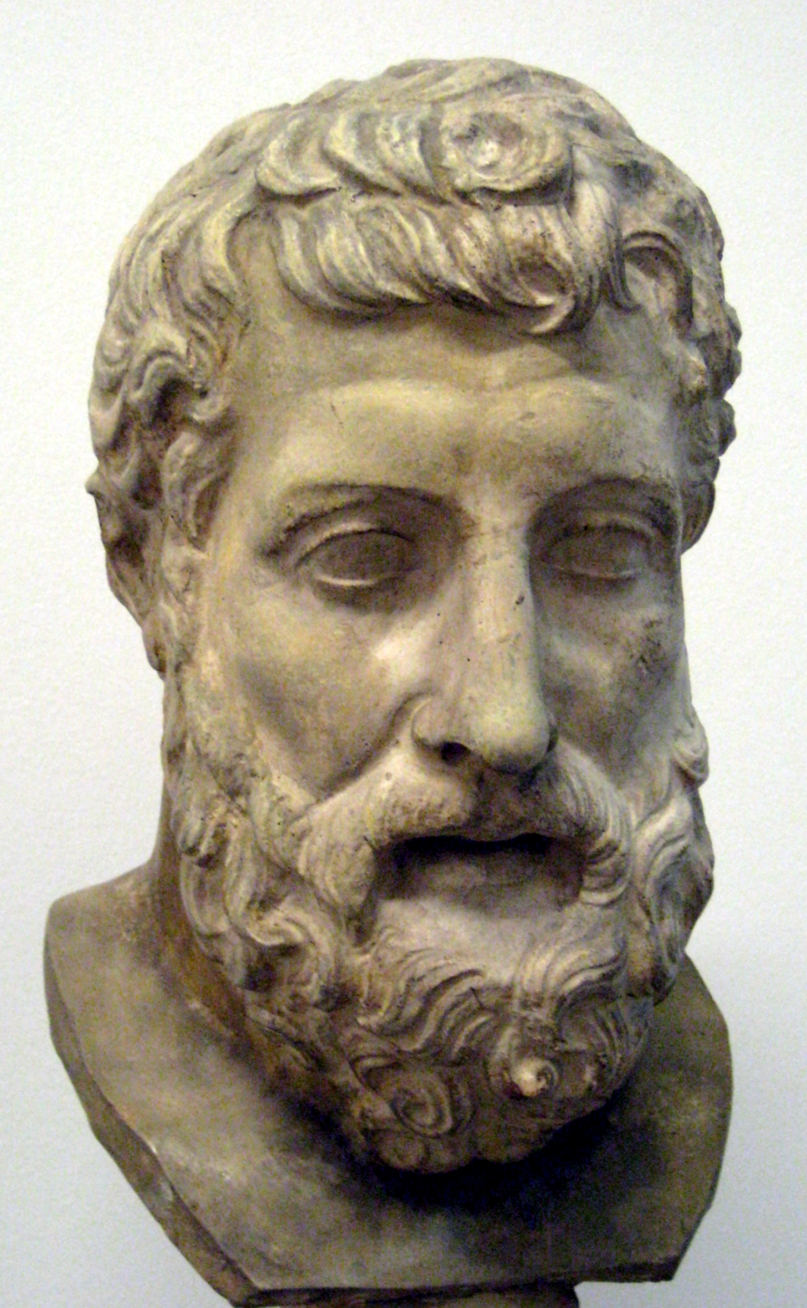
هرمارخوس

هرمارخوس (به یونانی: Ἕρμαρχoς, Hermarkhos)، فیلسوفی اپیکوری بود. پس از اپیکور، بنیان‌گذار این مکتب، هرمارخوس جانشین وی و رئیس مکتب شد. 
هیچ یک از نوشته‌های او باقی نمانده‌اند. او آثاری علیه افلاطون، ارسطو و امپدوکلس نوشت.